# Johann Georg (Ohlau-Wohlau)
Johann Georg von Wohlau (auch Johann Georg von Ohlau und Wohlau; tschechisch Jan Jiří Volovský, polnisch Jan Jerzy oławski; * 17. Juni 1552; † 6. Juli 1592 in Ohlau) war von 1586 bis 1592 Herzog von Wohlau und von 1586 bis 1592 zusammen mit seinem Bruder Joachim Friedrich Herzog von Ohlau.

## Leben
Johann Georg war der zweite Sohn des Herzogs Georg II. „des Frommen“ und seiner Frau Barbara von Brandenburg, einer Tochter des Kurfürsten Joachim II. Hektor von Brandenburg. 
Am 16. September 1582 heiratete Johann Georg Anna von Württemberg, eine Tochter des Württemberger Herzogs Christoph. Der Ehe entstammten zwei Kinder, die beide nur wenige Monate lebten: Georg Christoph (* 13. Mai 1583; † 10. Mai 1584) und Barbara (* 18. Februar 1586, † 16. April 1586).
Nach dem Tod ihres Vaters 1586 erbte Johann Georg das Herzogtum Wohlau und gemeinsam mit seinem Bruder Joachim Friedrich das Herzogtum Ohlau. Beide residierten zunächst in Ohlau, da Joachim Friedrich zwar das Herzogtum Brieg geerbt hatte, die Stadt Brieg jedoch ihrer Mutter als Wittum zustand. 
Da Johann Georg 1592 ohne Nachkommen starb, erbte sein Bruder Joachim Friedrich das Herzogtum Wohlau, das er mit seinem Herzogtum Brieg verband. Johann Georgs Witwe Anna erhielt als Wittum die Stadt Ohlau. Sie verlor ihre Ansprüche auf Ohlau, als sie sich 1594 mit Herzog Friedrich IV. von Liegnitz erneut verheiratete. Dadurch fiel es an ihren Schwager Joachim Friedrich, der so das gesamte Erbe seines Vaters Georg II. in seiner Hand vereinen konnte.